# Bouzigues

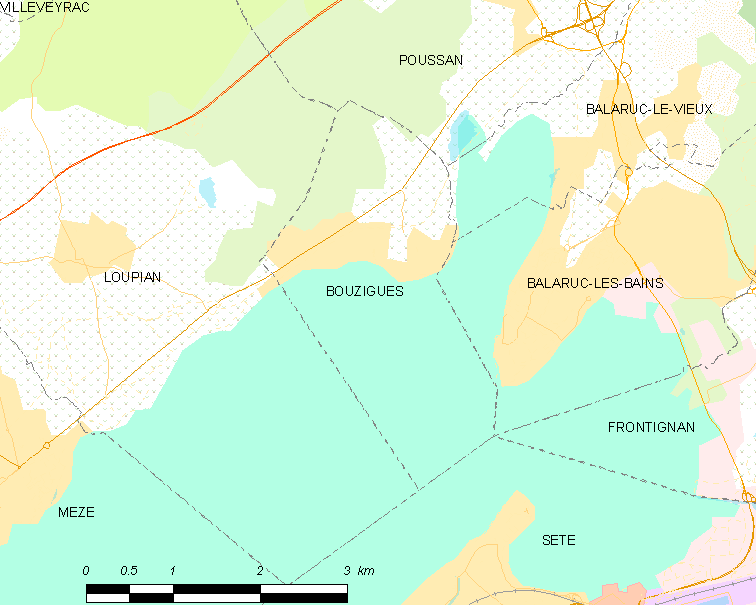
Mapa

 Bouzigues  (en occitano Bosiga) es una población y comuna francesa, situada en la región de Occitania, departamento de Hérault, en el distrito de Montpellier y cantón de Mèze.

## Demografía
| 767 | 830 | 904 | 945 | 907 | 1758 | 1655 | 1626 |
| Para los censos de 1962 a 1999 la población legal corresponde a la población sin duplicidades (Fuente: INSEE [Consultar]) |     |     |     |     |      |      |      |